# Waiphot Phetsuphan
Waiphot Phetsuphan, nom de scène de Phan Sakulnee (en thaï : ไวพจน์ เพชรสุพรรณ), est un chanteur pop thaïlandais, de musique luk thung né le 7 mars 1942 dans la province de Suphanburi et mort le 12 janvier 2022 à Bangkok,,,.

## Discographie
- Fang Khaw Thit Kaew (ฟังข่าวทิดแก้ว)
- Taeng Thao Tay (แตงเถาตาย)
- Bang Som Bat (แบ่งสมบัติ)
- Salawan Ram Wong (สาลวันรำวง)
- Yaak Ruai Ma Thang Nee (อยากรวยมาทางนี้)
- La Nong Pai Vietnam (ลาน้องไปเวียดนาม)
- Nak Sang Seeka (นาคสั่งสีกา)

## Distinctions
- Commandeur de Ordre de l'Éléphant blanc (Thaïlande, 1995)
- Compagnon de l'Ordre du Direkgunabhorn (en) (Thaïlande, 1998)